# جون ويب
جون ويب (بالإنجليزية: John Webb)‏ (10 فبراير 1952 بليفربول في المملكة المتحدة - ) هو لاعب كرة قدم بريطاني في مركز الدفاع. لعب مع نادي بليموث أرجايل ونادي ترانمير روفرز لكرة القدم ونادي ليفربول وإدمونتون دريلرز ‏ وشيكاغو ستينغ وMVV Maastricht ‏.

## وصلات خارجية
- جون ويب على موقع قاعدة بيانات كرة القدم.إي يو (الإنجليزية)